# Joel Martin Halpern
Joel Martin Halpern (* 8. April 1929 in New York City; † 4. Juli 2019 in Greenfield (Massachusetts)) war ein US-amerikanischer Ethnologe.

## Leben
Er erwarb einen BA in Geschichte an der University of Michigan und einen Ph.D. in Anthropologie an der Columbia University. Er war Dozent an der University of California, Los Angeles; Brandeis University; und am Russian Research Center in Harvard, bevor er 1967 an die UMass-Amherst kam, wo er bis zu seiner Pensionierung 1993 lehrte. Er war auch an Feldforschungen in Bulgarien, Kanada, Griechenland, Indien, Israel, der ehemaligen Sowjetunion, Schweden, Thailand, den Vereinigten Staaten und Vietnam beteiligt. 

## Schriften (Auswahl)
- A Serbian village. New York 1958, OCLC 833235565.
- The role of the Chinese in Lao Society. Santa Monica 1961, OCLC 255530448.
- Government, politics, and social structure in Laos. A study of tradition and innovation. New Haven 1964, OCLC 246392110.
- Urban anthropology. An introductory bibliography. Monticello 1974, OCLC 245744420.